# Harijs Gusevs
Harijs Gusevs (ur. 19 maja 1900 r. w Rydze, zm. 20 stycznia 1982 r. w Rydze) – łotewski wojskowy (podpułkownik), dowódca SS-Flak Abteilung 19, później przemianowanego na SS-Flakabteilung 506 pod koniec II wojny światowej.
W 1915 r. wstąpił do rosyjskiej armii, biorąc udział w I wojnie światowej. Służył w 47 Syberyjskim Pułku Strzeleckim. 15 czerwca 1919 r. wstąpił do nowo formowanej armii łotewskiej, dostając przydział do 7 Samodzielnego Batalionu jako kapral. Od sierpnia tego roku służył w 1 Pułku Piechoty w Lipawie, a od grudnia w Batalionie Zmotoryzowanym. Od grudnia 1919 r. do maja 1920 r. szkolił się w szkole kadetów artylerii, uzyskując stopień podporucznika. Służył następnie w Batalionie, a później Pułku Pociągów Pancernych. W 1926 r. awansował na porucznika. W 1932 r. został przeniesiony do pułku ciężkiej artylerii (od 1936 r. w stopniu kapitana). Od września 1939 r. dowodził baterią w pułku przeciwlotniczym. W lutym 1940 r. został w nim dowódcą batalionu w stopniu podpułkownika. Po aneksji Łotwy przez ZSRR pozostał w służbie wojskowej, zostając dowódcą samodzielnego batalionu artylerii. Kiedy wojska niemieckie zajęły obszar Łotwy w 1941 r., podjął współpracę z okupantami. W lutym 1944 r. wstąpił do łotewskich oddziałów Waffen-SS. Objął dowództwo SS-Flak Abteilung 19, później przemianowanego na SS-Flakabteilung 506 w stopniu Waffen-Obersturmbannfuhrera der SS. 9 maja 1945 r. dostał się do niewoli sowieckiej. Trafił do łagru w Workucie, skąd w 1946 r. powrócił do Rygi. Pracował w zakładach elektrotechnicznych. W 1951 r. został aresztowany i skazany na karę 25 lat więzienia. W 1955 r. wyszedł na wolność. Zmarł w Rydze 20 stycznia 1982 r.
Był odznaczony m.in. rosyjskim Krzyżem Św. Jerzego 4 klasy, łotewskim Orderem Trzech Gwiazd 5 klasy, Żelaznym Krzyżem 1 i 2 klasy.